# Indosylvirana montana
Espèce
Synonymes
- Rana gracilis montanus Rao, 1922
- Hylarana montana (Rao, 1922)
- Rana bhagmandlensis Rao, 1922

Indosylvirana montana est une espèce d'amphibiens de la famille des Ranidae.

## Répartition
Cette espèce est endémique du Karnataka en Inde. Elle se rencontre dans les districts de Chikmagalur, de Hassan et de Kodagu entre 800 et 1 200 m d'altitude dans les Ghâts occidentaux.

## Description
Les mâles étudiés par Biju et al. en 2014 mesurent de 54,0 à 65,0 mm et les femelles de 65,6 à 74,5 mm.

## Publication originale
- Rao, 1922 : Notes on Batrachia. Journal of the Bombay Natural History Society, vol. 28, p. 439–447 (texte intégral).